# Alexandre Ypsilántis
Alexandre Ypsilantis ou Aléxandros Ypsilántis (en grec : Αλέξανδρος Υψηλάντης) (1792 – 1828) fut un chef de guerre et héros national grec. 

## Biographie
Il appartenait à la famille Ypsilántis, une famille phanariote de la communauté grecque de Constantinople, participant à l'administration de l'Empire ottoman. Son grand-père et homonyme, Alexandre Ypsilantis, avait ainsi été hospodar de Moldavie et Valachie à la fin du XVIIIe siècle. Son père Constantin Ypsilántis avait déjà pris part à des actions en vue de libérer la Grèce. Lorsque le complot fut découvert, il s’enfuit à Vienne. Le sultan lui accorda son pardon et le nomma hospodar de Moldavie en 1799. Déposé en 1805, il s’enfuit à Saint-Pétersbourg. En 1806, à la tête de 20 000 Moldaves, Valaques, Grecs et Russes, il entra dans Bucarest et tenta à nouveau de libérer la Grèce. La paix de Tilsit réduisit tous ses espoirs à néant. Il retourna en Russie en mourut à Kiev.
Alexandre avait accompagné son père à Saint-Pétersbourg en 1805. En 1809, il devint officier de cavalerie dans la garde impériale. Franc-maçon, en  1810 il fonda à Saint-Pétersbourg la loge Palestine, qui en 1815 créa, avec les loges de Saint-Pétersbourg Pierre à la Vérité, Isis de Réval et Neptune à l'Espérance de Kronstadt, la Grande Loge Astraea. Il se distingua par sa bravoure en 1812 et 1813 et perdit un bras à la bataille de Dresde. Il fut promu colonel en 1814 et devint aide de camp du Tsar Alexandre Ier. C’est en cette qualité qu’il participa au congrès de Vienne. En 1817, il devint général de brigade et commandait une brigade de hussards.
En 1820, après le refus du comte Ioánnis Kapodístrias, il fut choisi par la Filikí Etería comme chef militaire. Il devait diriger l’insurrection contre l’Empire ottoman à partir des principautés de Moldavie et Valachie. Accompagné de nombreux autres officiers grecs servant dans l’armée russe, il traversa le Prout le 6 mars 1821, annonçant qu’il disposait du « soutien d’une grande puissance ».
Il prit Iași le jour même, mais, au lieu d’avancer, il s’y installa et laissa faire des pillages et massacres de marchands turcs. Il se dirigea ensuite lentement vers Bucarest, alors mains de son allié valaque Tudor Vladimirescu. Mais, les paysans valaques avaient plus de griefs contre l’administration grecque phanariote que contre les Ottomans. Vladimirescu refusa de se reconnaitre son subordonné, et leurs relations se tendirent. Ypsilantis, entretemps installé à Târgoviște, finit par faire arrêter et assassiner Vladimirescu, accusé de trahison.
En avril, il subit un coup important, le mouvement révolutionnaire étant désavoué par le Tsar russe contrairement aux attentes des Hétairistes et aux sous-entendus d'Ypsilantis.

Il semblerait que le chancelier autrichien Metternich ait fait fabriquer une (fausse) correspondance entre Ypsilantis et les libéraux parisiens afin de le discréditer aux yeux du tsar. Le 12 mai 1821, la Sainte-Alliance publia un manifeste rappelant aux populations qu’elles devaient attendre réformes et justice de leurs souverains légitimes, et non chercher à les obtenir par les armes. C’était une condamnation des événements d’Italie, mais aussi de Moldavie. En effet, le tsar Alexandre Ier ajoutait en son nom propre qu’il considérait l’expédition d’Ypsilantis comme « l’effet de l’exaltation qui caractérise l’époque actuelle, ainsi que de l’inexpérience et de la légèreté d’un jeune homme. » Ypsilantis était rayé des cadres de l’armée russe. La Russie offrait même à l’Empire ottoman le soutien de ses troupes pour écraser l’insurrection de Moldavie et Valachie. En même temps, le sultan avait obtenu du patriarche de Constantinople Grégoire V l’excommunication d’Ypsilantis. 
Une partie des troupes moldaves et valaques qu’il avait réussi à lever commença à déserter à la suite de l'exécution de Vladimirescu, tandis que les Ottomans organisaient leur contre-attaque.
Ypsilantis fut définitivement vaincu le 19 juin à Drăgăşani, le régiment d'étudiants considéré par les Grecs comme le deuxième « bataillon sacré » de leur histoire étant décimé.
Il s'échappa de justesse et négocia avec les autorités autrichiennes l’autorisation de traverser leur territoire pour regagner la Russie. Metternich accepta, mais aussitôt qu’Ypsilantis fut en Autriche, il donna l’ordre de le faire arrêter. Il passa sept ans en forteresse ou résidence surveillée. Fin 1827, Nicolas Ier obtint sa libération. Il se retira à Vienne, où il mourut, le 31 janvier 1828, dans le plus complet dénuement des suites de ses blessures et des mauvaises conditions dans lesquelles il avait passé les sept dernières années de sa vie.